# Telestico
Un telestico (parola composta dagli elementi greci télos, «fine» e stíchos, «verso») è un componimento poetico in cui, con procedura inversa rispetto all'acrostico, le lettere o le sillabe o le parole finali di ciascun verso formano un nome o una frase.
Tecnica compositiva meno diffusa dell'acrostico, il telestico viene spesso associato a quest'ultimo, e a volte, nei casi più complessi, anche con il mesostico.
Di seguito un esempio di iscrizione latina in esametri che contiene contemporaneamente un acrostico e un telestico (l'iscrizione del Praedium Sammacis, Nordafrica IV secolo):
PRAESIDIVM  AETERNAE  FIRMAT  PRVDENTIA PACIS
REM QVOQVE ROMANAM FIDAT VT AT VNDIQVE DEXTRA
AMNI  PRAEPOSITVM   FIRMANS  MVNIMINE  MONTEM
E  CVIVS  NOMEN   VOCITAVIT   NOMINE   PETRAM
DENIQVE  FINITIMAE   GENTES   DEPONERE  BELLA
IN  TVA  CONCVRRVNT  CVPIENTES FOEDERA SAMMAC
VT VIRTVS  COMITATA  FIDEM  CONCORDET IN OMNI
MUNERE  ROMVLEIS   SEMPER  SOCIATA   TRIVMFIS
G. Dossena (1994) riporta cinque esametri di Teofilo Folengo che sono contemporaneamente acrostici, mesostici e telestici.
NON NECAT ULLA MAGIS  NOS NEX, NON UNDA NECAT, NON
ET NECAT IGNE MODO, NECAT ET    IUPPITER     IMBRE
CUM NECOR  A LINGUA,  MOS CUI  NESCIRE LOQUI,  NEC
ATAMEN   OBTURAT   TOT  HYANTIA    DENTIBUS    ORA
TE  NECAT ORE,  NECAT  GESTU, NECE  TOTUS  ABUNDAT
L'uso simultaneo di più procedimenti di questo tipo può portare a creazioni complesse come il quadrato del Sator dove le parole si ripetono in vario senso, orizzontale e verticale.